# Kurt Gerdau
Kurt Gerdau (* 11. April 1930 in Saalfeld (Ostpreußen); † 21. Dezember 2007 in Tostedt) war ein deutscher Seefahrer, Schriftsteller und Publizist.

## Leben
Kurt Gerdau floh 1945 aus Ostpreußen und kam nach Hamburg. Dort war er zunächst Offizieranwärter auf der Viermastbark Padua, der heutigen Kruzenshtern, später Seefahrer und sieben Jahre Kapitän.
Ab 1962 war er als Schriftsteller, Publizist und Autor für mehrere Zeitungen (etwa das Hamburger Abendblatt) tätig. Er veröffentlichte 25 Bücher und circa 200 Erzählungen. Die bekanntesten sind Die nerzlose Kreuzfahrt und Weihnachten auf See.

## Werke
- Keiner hat Störtebeker umgebracht. Irrtümer der Schiffahrtsgeschichte. Husum Verlag, Husum 2007, ISBN  978-3-89876-352-3.
- Seedienst Ostpreußen. Koehler, Herford 1990.
- Keiner singt ihre Lieder.Schicksale preußischer Windjammer, Ullstein, Frankfurt am Main/Berlin 1988, ISBN 3-548-20912-2.
- Padua – Ein ruhmreiches Schiff. Koehler, Herford
- Cimbria – Drama bei Borkum Riff. Koehler, Herford
- Rickmer Rickmers – Ein Windjammer für Hamburg. Koehler, Herford
- Albatros – Rettung über See, 115 Tage bis zum Frieden. Koehler, Herford
- Goya – Rettung über See, Die größte Schiffskatastrophe der Welt. Koehler, Herford
- Ubena – Rettung über See, Im Kielwasser des Krieges. Koehler, Herford
- Cap San Diego – Vom Schnellfrachter zum Museumsschiff. Koehler, Herford
- Weihnachten an Bord. Koehler, Herford
- Elbe I – Feuerschiff der Stürme. Koehler, Herford
- Kampfboot M 328 – Von der Selbstverständlichkeit der Pflicht. Koehler, Herford